# Pyrostria andilanensis
Pyrostria andilanensis är en måreväxtart som beskrevs av Alberto Judice Leote Cavaco. Pyrostria andilanensis ingår i släktet Pyrostria och familjen måreväxter. Inga underarter finns listade i Catalogue of Life.